# Lycopodiumpoeder
Lycopodiumpoeder bestaat uit de sporen van de wolfsklauw (Lycopodium).
Dit bijzonder fijne poeder (33 μm) kent verschillende toepassingen:
GeluidHet poeder wordt op een plaat gestrooid om Chladni-patronen te vormen en bij de proef van Kundt om staande golven in een gas zichtbaar te maken. Het werd ook gebruikt als een soort vulmiddel bij de bouw van violen.
OpticaHet poeder werd vroeger ook gebruikt om lenzen te reinigen.
FarmacieVroeger werd in de apotheek een dun laagje van het poeder op de pillen bevestigd om ze waterafstotend te maken.
PyrotechniekHet poeder is bijzonder ontvlambaar en wordt hiervoor bij bepaalde maçonnieke rituelen gebruikt voor specifieke effecten, en tegenwoordig ook bij podiumshows van popgroepen.